# Sapphirina darwinii
Sapphirina darwini
Espèce
Sapphirina darwini est une espèce de crustacés copépodes de la famille des Sapphirinidae.